# Tripletta Cooke

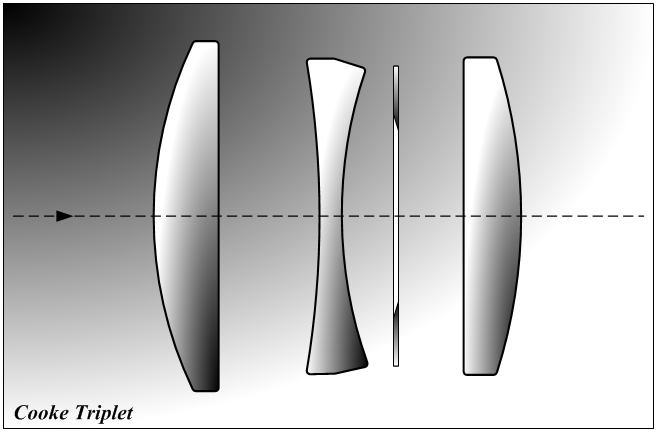
Classica tripletta Cooke

La tripletta Cooke è un obiettivo a tre lenti, che corregge la aberrazione cromatica per due lunghezze d'onda così come l'astigmatismo.
Venne nel 1893 per la prima volta creata da Harold Dennis Taylor, collaboratore della Thomas Cooke & Son.
Anche Ernst Abbe, nel 1890, brevettò una costruzione a tre lenti simile.

## Costruzione
Le tre lenti normalmente di due estremi (in vetro crown) e una lente posteriore dispersiva (in vetro flint). La combinazione delle due prime lenti da una lunghezza focale molto lunga. Questa lunghezza viene ridotta con la terza lente. L'aberrazione cromatica viene corretta per due lunghezze d'onda. La tripletta Cooke è un sistema di lenti acromatico.
Vengono usati per le lenti a vetro corona, materiali con indice di rifrazione molto alti.
I primi esempi avevano luminosità 1:6,8. Negli anni '30 si raggiunse 1:4,5 e 1:3,5. Dopo la seconda guerra mondiale si raggiunse luminosità 1:2,8, grazie a nuovi materiali per le lenti, come SK16 (n=1,62), poi LaK8 (n=1,71) e LaFN21 (n=1,79). Oggi viene usato ossido di lantanio per ridurre la dispersione, come ad esempio nello Schott LaFN21.

## Applicazioni

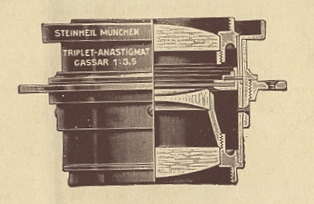
Cassar 1:3,5 Triplet-Anastigmat di C. A. Steinheil & Söhne, con flangia per montaggio su camera di legno
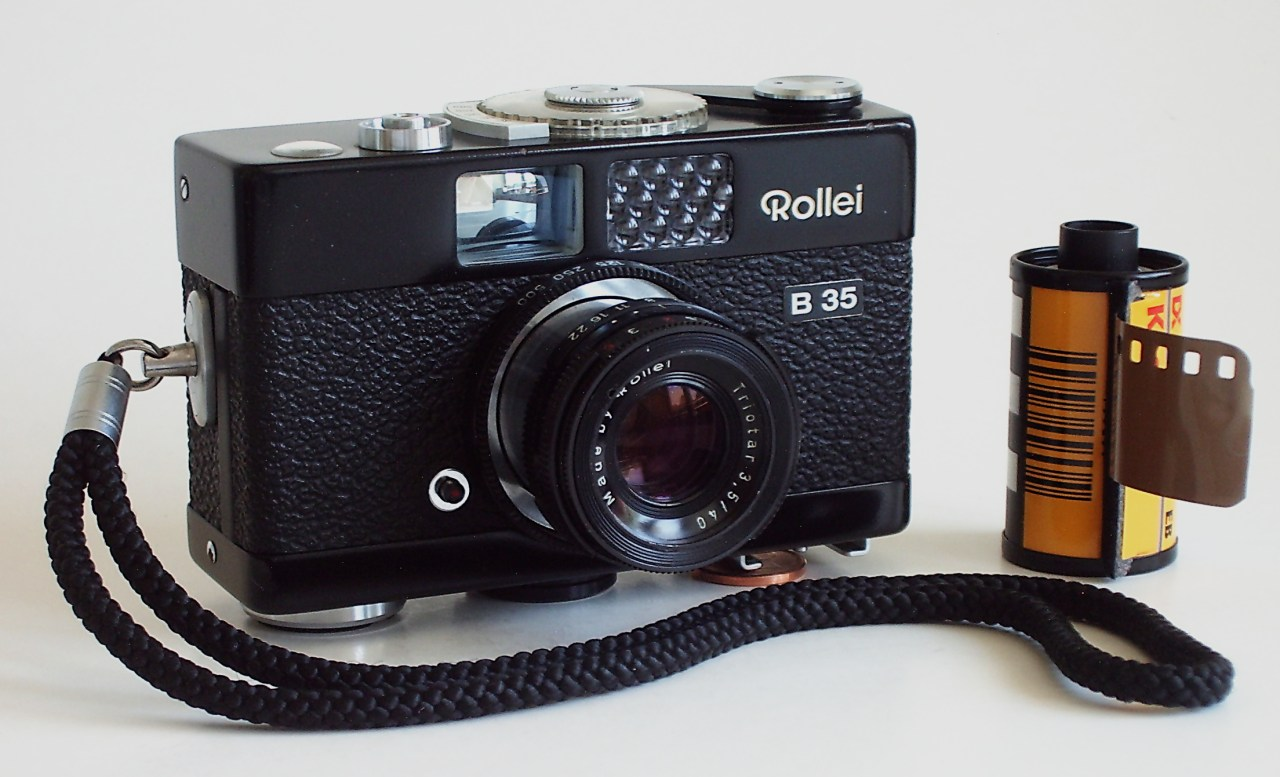
Zeiss Ikon-Triotar 3,5/40 su una Rollei 35-Sucherkamera
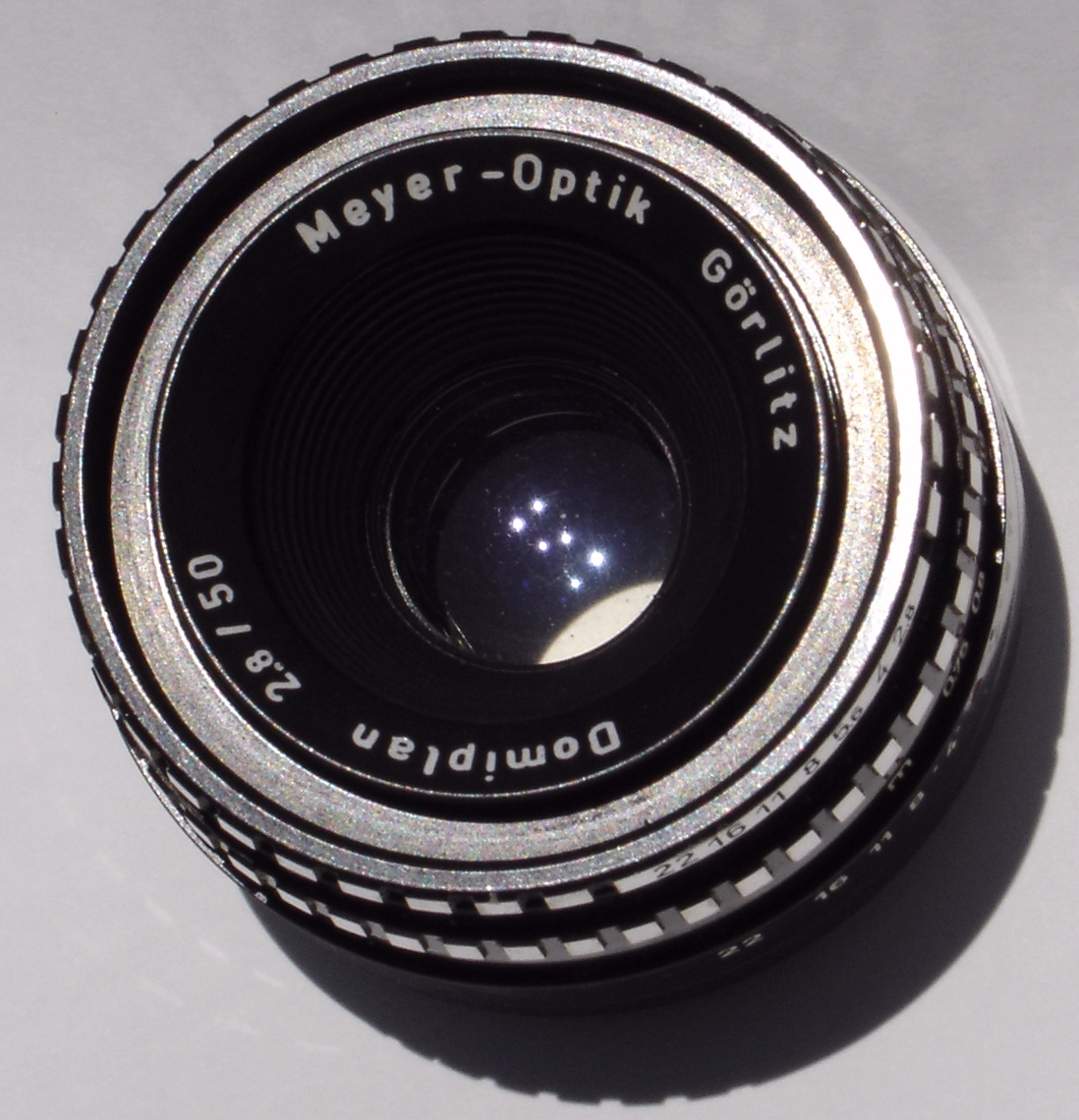
Domiplan (1:)2,8/50, per camera formato 135 della Meyer-Optik

Esempi classici:
- „Triotar“ di Carl Zeiss, Jena
- „Cassar“ di C. A. Steinheil & Söhne, Monaco di Baviera
- „Trioplan“ e poi „Domiplan“ di Meyer-Optik, Görlitz
- „Glaukar“ di Emil Busch, Rathenow[2][3]

Per proiettori: 
- Patrinast di Ed. Liesegang oHG
- Stellar di Staeble-Werk
- Projar di ISCO Göttingen
- Diaplan di Meyer-Optik (Goerlitz)
- Maginon di Wilhelm Will
- Diarectim di Rathenower Optische Werke

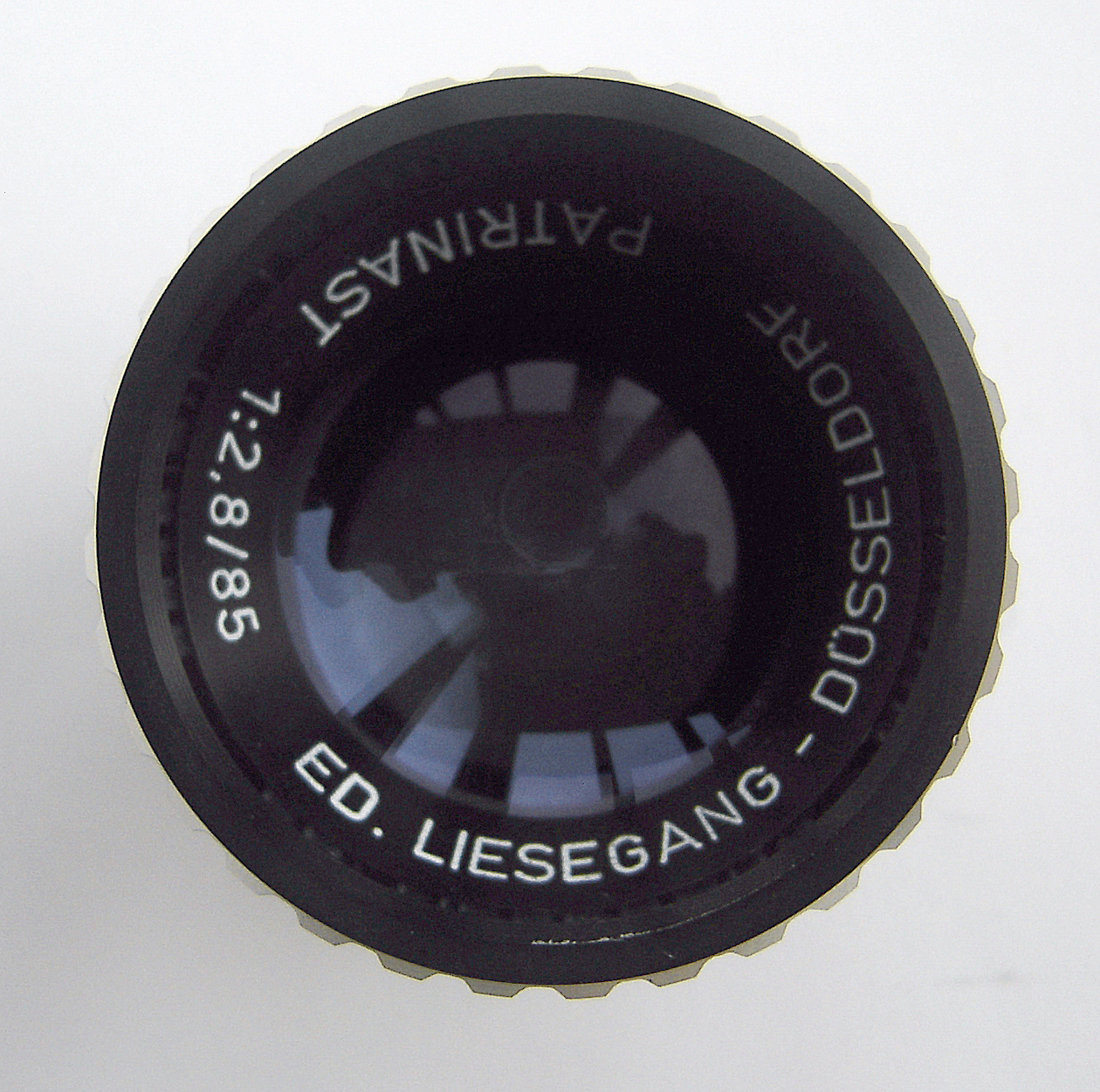
Patrinast (Liesegang Düsseldorf) 1:2,8/85
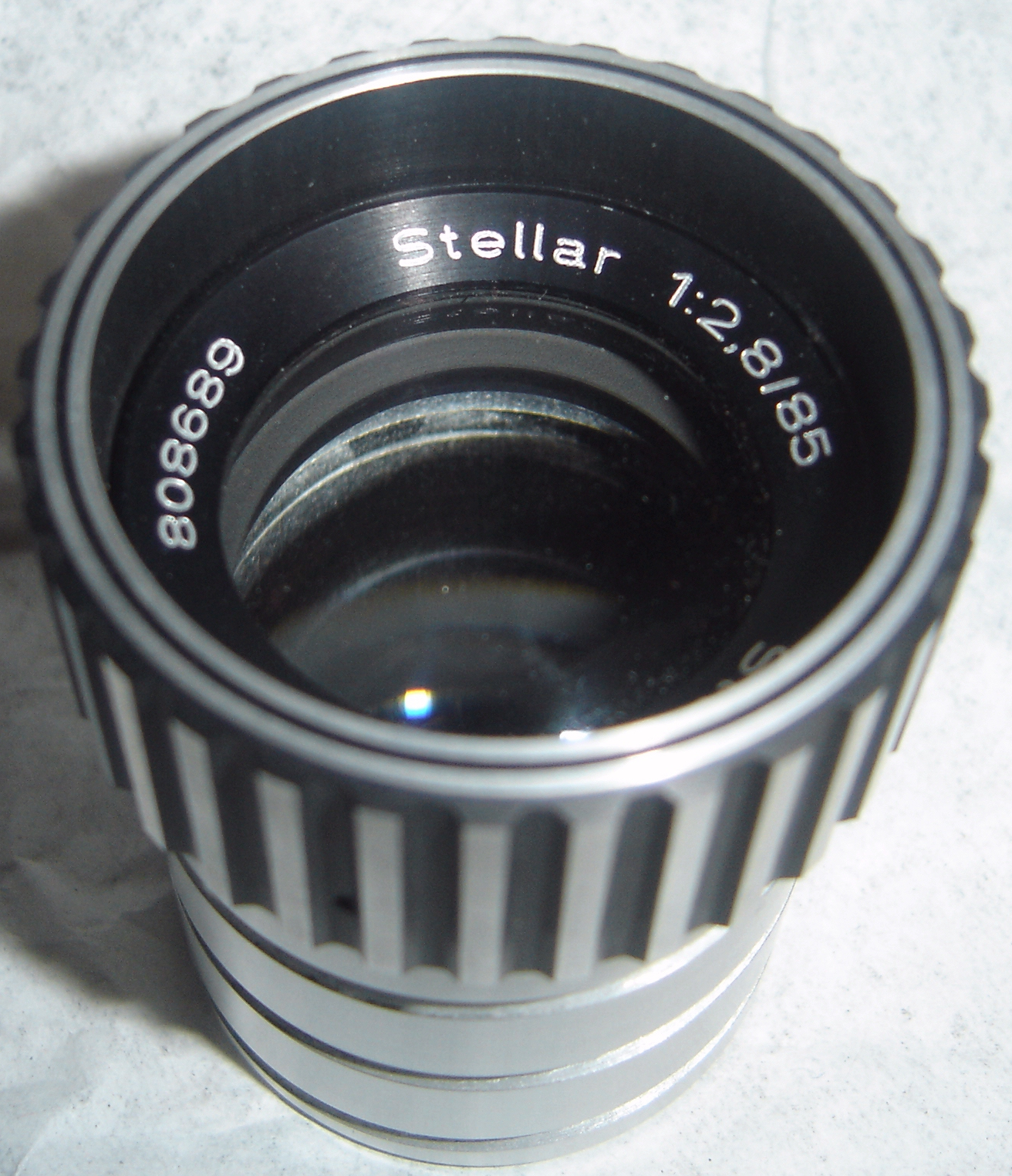
Stellar (Staeble-Werk) 1:2,8/85
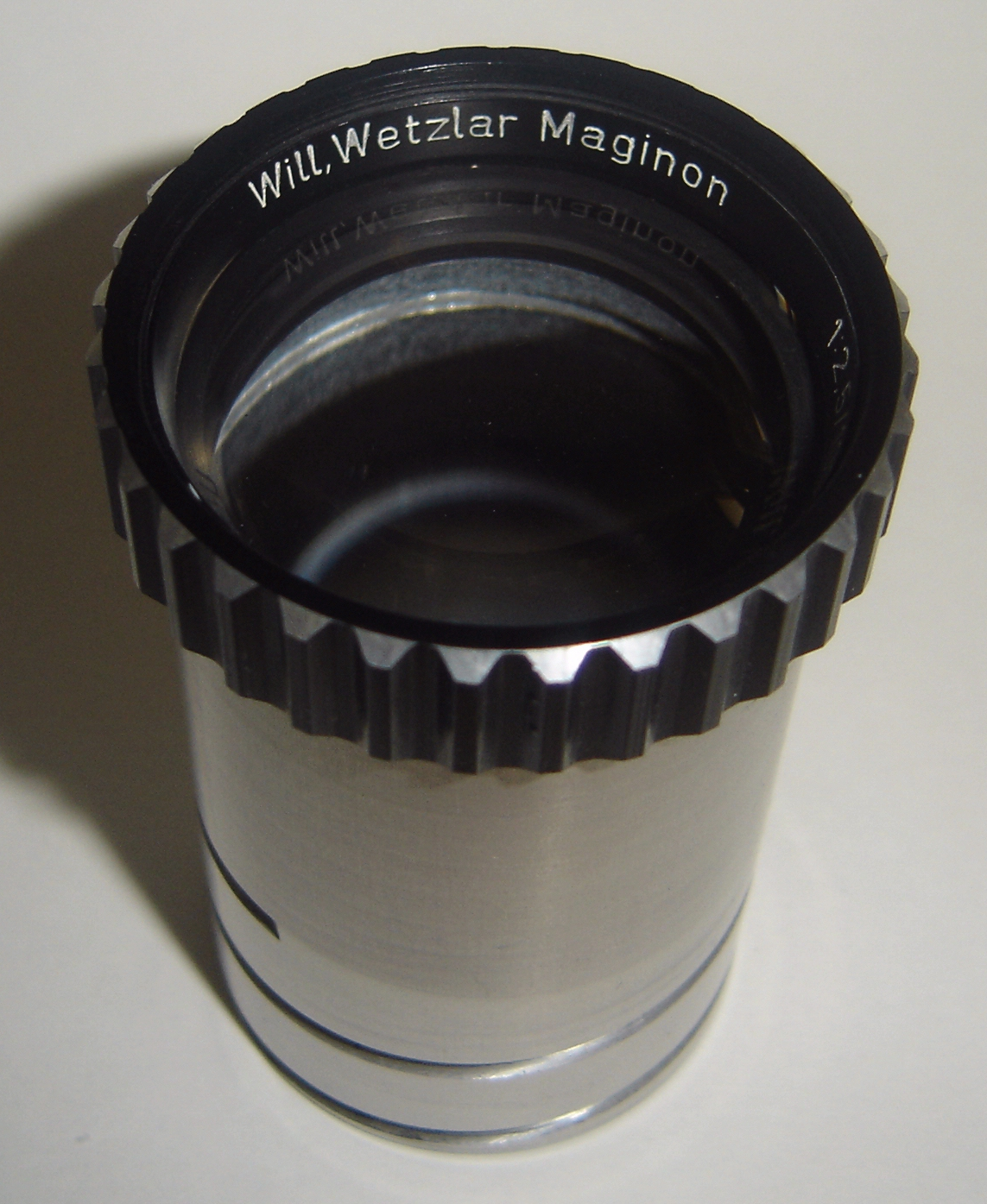
Maginon (Will, Wetzlar) 1:2,8/100
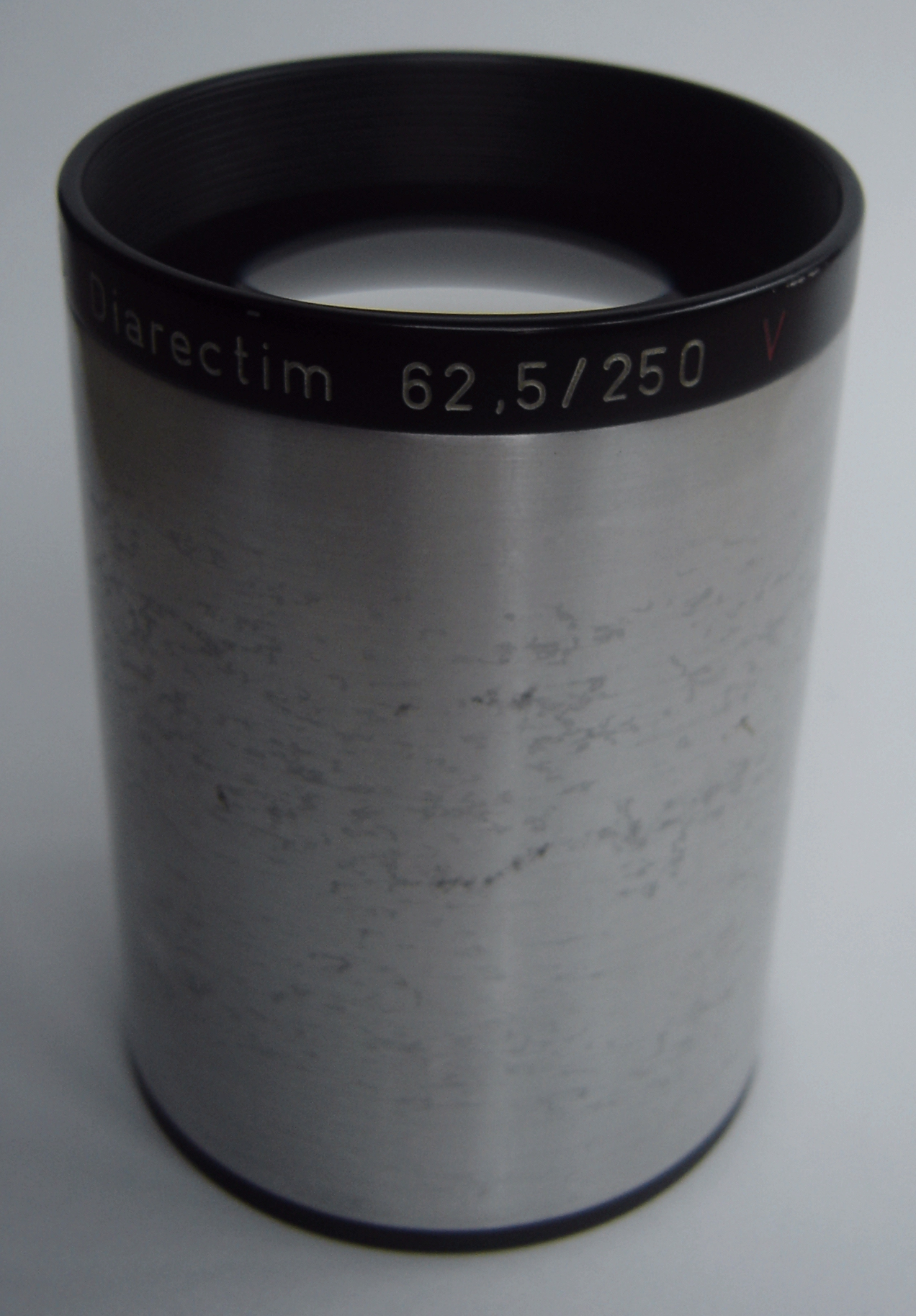
Diarectim della VEB Rathenower Optische Werke per epidoscopio (1:4)/250 mm mit 62,5 mm in diametro

Con episcopi e epidoscopi si hanno esempi di triplette con lunghezze focali notevoli anche superiori a 300mm. 
L'E8-Episkop Novotrinast-Anastigmat di Ed. Liesegang oHG ha lunghezza focale 330 mm e diametro 10 cm (luminosità 1:3,6). Il „Meganast-Anastigmat“ della stessa casa ha 1:5,6/1000 mm e diametro 20 cm peso 7 kg.

## Derivazioni notevoli

Heliar (Voigtländer, del 1900 (sopra), poi Color Heliar e Dynar sotto)
Tessar (Zeiss, 1902)
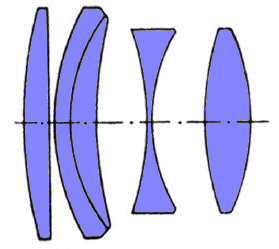
Primoplan della Meyer-Optik, Görlitz

Il cinque lenti Heliar fu sviluppato dalla Voigtländer attorno al 1900. Una derivazione è del 1902 da parte di Zeiss con il Tessar. Il Primoplan della Meyer-Optik era un cinque lenti. Anche l'Ernostar e il Sonnar della Zeiss.